# ロバート・イーズ
『ロバート・イーズ』 （ 英：Southern Comfort ）は、2000年に製作されたアメリカのドキュメンタリー映画。監督はケイト・デイビス。
2002年（第11回）東京国際レズビアン&ゲイ映画祭(8月3日)や、2005年（第1回）関西 Queer Film Festivalにて上映された。

## 概要
性同一性障害をテーマとしたドキュメンタリー。トランスセクシャルのロバート・イーズの1年間を追う。

## キャスト
- ロバート・イーズ
- ローラ・コーラ